# 1122

## Събития
- грузинският цар Давид ІV Строителя превзема Тбилиси

## Починали
- 4 декември – Омар Хаям, ирански учен и поет